# Sua Excelência
Excelência é um estilo honorífico dado a determinados membros de uma organização ou Estado, ainda que não sejam parte da nobreza.
No passado, foi usado especialmente por reis, e imperadores. Atualmente só tem uso com lastro, na Espanha. É o tratamento mais velho da nobiliarquia. Está acima apenas do tratamento de Graça e do de Senhoria.
Geralmente as pessoas abordadas como Excelência são chefes de Estado, chefes de governo, governadores, embaixadores, certos eclesiásticos, nobreza (aristocracia) e militares e outros segurando posição equivalente (por exemplo, chefes de organizações internacionais, altos-comissários na Comunidade das Nações), ainda que sem lastro.
Às vezes é interpretado como um título do ofício em si, mas na verdade é um título honorífico que precede a vários títulos, como Senhor. (como o Sr. Presidente assim por diante), no discurso e na escrita (ainda que sem lastro). Em referência a um oficial, ele assume a forma Sua Excelência; no endereço direto, Vossa Excelência, ou, menos formalmente, simplesmente de Excelência.

## Governo

### Chefes de Estado e governo
Na maioria dos países republicanos, o presidente destina-se formalmente como Sua Excelência; no entanto, no dia-a-conversa Sr. Presidente permanece o meio mais comum de endereço.
Se a república tem um primeiro-ministro, ele muitas vezes é tratado como Excelência também. Se o país é uma monarquia constitucional, no entanto, as regras variam. Muitas monarquias europeias não dão especificamente esta forma de endereço aos seus primeiros-ministros, enquanto a maioria das monarquias da Ásia o fazem.
Governadores das colônias do Império Britânico tinham o direito de ser tratados como Excelência e esta continua a ser a posição para os governadores de que agora são conhecidos como Territórios ultramarinos britânicos.

### Diplomacia internacional
Várias organizações internacionais, nomeadamente a ONU e suas agências, o estilo Excelência é usado como uma forma genérica de endereço para todos os chefes de Estado e chefes de governo. Ele muitas vezes é concedido à chefia da organização também e, para os chefes de ONU em missões diplomáticas, como os coordenadores residentes (que são os representantes designados pelo secretário-geral), que são credenciadas no chefe de estado (como embaixadora), ou o menor nível de chefe de governo.
Nos últimos anos, algumas organizações internacionais, como a Organização para a Segurança e Cooperação na Europa, ou a União Europeia, designaram seus representantes permanentes em países terceiros como embaixadores, embora eles não representam as entidades soberanas. Isso é agora amplamente aceito, e porque estes embaixadores estão após o representante da ONU na ordem de precedência de representantes de organizações internacionais, a ONU vem naturalmente como preeminente, primeiro que coordenadores residentes das Nações Unidas são também comumente, mas agora informalmente referidos nos círculos diplomáticos como embaixadores, embora a própria ONU não se refira a eles dessa forma.

### Judiciário internacional
Juízes do Tribunal Internacional de Justiça também são chamados de Vossa Excelência.

## Monarquia

### Realeza
Em algumas monarquias, os maridos, esposas ou filhos, de um príncipe real ou princesa, que não possuem um título principesco, podem ter direito ao estilo. Por exemplo, na Espanha, maridos ou filhos de um infante ou infanta (por nascimento) são endereçados como Excelência.
Também, aos antigos membros de uma Casa Real ou de família real, que tiveram um título real mas perderam-no, pode ser atribuído o estilo mais tarde. Exemplos são antigos maridos ou esposas de um príncipes ou princesas, como Alexandra, Condessa de Frederiksborg, um antigo membro da família real dinamarquesa, que se divorciou do príncipe Joaquim da Dinamarca. Da mesma forma, o conde Carl Johan Bernadotte de Wisborg, que perdeu seus direitos de sucessão ao trono sueco e renunciou aos seus títulos em 1946, quando ele se casou com a plebeia Elin Kerstin Margaretha Wijkmark.
Em alguns emirados (por exemplo, Kuwait ou Qatar), o Emir, o herdeiro e primeiro-ministro denominam-se Sua Alteza. O resto da sua Família, como filhos de um anterior Emir são titulados como Sua Excelência (a menos que eles possuem um título maior).

### Nobreza
Na Espanha e outros países, nobres de alto escalão com a classificação mínima de Duque, ou com a dignidade de Grandeza, são abordados como Sua Excelência.
Na Dinamarca feudal, os condes e barões tinham o direito a ser nomeados de Excelências.

### Cavaleiros
Excelência também pode anexar a uma qualidade de honorária, nomeadamente em uma ordem de cavalaria. Por exemplo, no Império do Brasil, foi anexado às classes mais elevadas, sempre na chamada de Grã-Cruz, de todas as três ordens imperiais: Imperial Ordem de Pedro I, a Imperial Ordem do Cruzeiro do Sul (no caso, beneficiando também as honras militares de um tenente-general) e a Imperial Ordem da Rosa.
O colar de cavaleiros e cavaleiros da Grande Cruz da Ordem de Carlos III de Espanha, cavaleiros da Grande Cruz da Ordem de São Gregório Magno e da Ordem de São Silvestre da Santa Sé, os Cavaleiros da Ordem do Tosão de ouroe cavaleiros da Grande Cruz de várias outras ordens de alto prestígio, também são tratadas como tal.

## Eclesiástico
Por decreto da Congregação Sagrada de cerimonial de 31 de dezembro de 1930, a Santa Sé concedeu a bispos da Igreja Católica o título de "Vossa Excelência Reverendíssima" (V. Ex.ª Revma): Para bispos em geral, "Excelência Reverendíssima". Nos anos seguintes à Primeira Guerra Mundial, o título educacional de Excelência, previamente entregues aos núncios já tinha começado a ser usado por outros bispos. O adjetivo "Mais Reverendo" destinava-se a distinguir o título religioso de Excelência dado aos funcionários civis.
A instrução Ut sive sollicite da Secretaria de Estado, datada de 28 de março de 1969, Santa Sé na fez com que a adição de "Mais Reverendo" opcional.
De acordo com a letra do decreto de 31 de dezembro de 1930, os patriarcas eram também ser abordados com o título de Excelência ("Mais Reverendo), mas na prática a Santa Sé continuou a resolvê-los com o título de "beatitude", que formalmente foi sancionada para eles com o motu proprio Cleri sanctitati de 2 de junho de 1957.
Cardeais, mesmo aqueles que eram bispos, continuaram a usar o título de Eminência.
Em alguns países de língua inglesa, o título honorífico de Excelência não se aplica aos bispos que não seja o núncio. Na lei britânica, bispos e arcebispos anglicanos são concedidos os títulos, respectivamente, de graça (sua graça, sua graça, quanto um duque) e senhorio. Os mesmos títulos são estendidos por cortesia aos seus homólogos católicos e continuam em uso na maioria dos países que são ou foram membros da Commonwealth. Uma exceção é a antiga britânica da África Oriental (Quénia, Uganda, Tanzânia).

## Por país

### Portugal
Na República Portuguesa, o estilo próprio do Presidente da República Portuguesa é Sua Excelência.

### Brasil
De acordo com o Manual de Redação da Presidência da República, o tratamento Vossa Excelência é destinado às seguintes autoridades:
1. Poder Executivo: Presidente da República; Vice-Presidente da República; Ministros de Estado; Governadores e Vice-governadores de Estado e do Distrito Federal; Oficiais-Generais das Forças Armadas; Embaixadores; Secretários-Executivos de Ministérios e demais ocupantes de cargos de natureza especial; Secretários de Estado dos Governos Estaduais; Prefeitos Municipais;

1. Poder Legislativo: Deputados Federais e Senadores; Ministros do Tribunal de Contas da União; Deputados Estaduais e Distritais; Conselheiros dos Tribunais de Contas Estaduais; Presidentes das Câmaras Legislativas Municipais.

1. Poder Judiciário: Ministros dos Tribunais Superiores; Membros de Tribunais; Juízes; Auditores da Justiça Militar.

O vocativo a ser empregado em comunicações dirigidas aos Chefes de Poder é Excelentíssimo Senhor, seguido do cargo respectivo: Excelentíssimo Senhor Presidente da República (Executivo), Excelentíssimo Senhor Presidente do Congresso Nacional (Legislativo), Excelentíssimo Senhor Presidente do Supremo Tribunal Federal (Judiciário).
As demais autoridades serão tratadas com o vocativo Senhor, seguido do cargo respectivo: Senhor Senador, Senhor Juiz, Senhor Ministro, Senhor Governador, Senhor Prefeito, Senhor Deputado, Senhor Ministro, Senhor Desembargador, Senhor Procurador, Senhor Promotor.
Em 20 de julho de 2013, foi publicada a Lei Federal nº 12.830/2013, que disciplina a investigação criminal pelos delegados de polícia. Determina o seu art. 3º que o cargo de delegado de polícia é privativo de bacharel em Direito, devendo-lhe ser dispensado o mesmo tratamento (Vossa Excelência) protocolar dos magistrados, membros da Defensoria Pública, do Ministério Público e advogados.

### Irlanda
O Presidente da Irlanda é abordada como Vossa Excelência ou na língua irlandesa, Shoilse. Alternativamente, um pode abordar o Presidente simplesmente como Presidente, ou na língua irlandesa um Uachtaráin.

### Comunidade das Nações
Dentro da Comunidade das Nações, os seguintes oficiais geralmente usam o estilo de Excelência:
- O Secretário geral do Commonwealth;
- Presidentes das repúblicas da República;
- Governadores e governadores-gerais e os cônjuges de governadores-gerais;[12]
- Altos-comissários;
- Embaixadores estrangeiros;
- Dignitários estrangeiros que têm direito ao estilo em seus próprios países.

Enquanto referência pode ser feita com a Mais Excelente Majestade, o estilo de Excelência não é usado com referência ao Rei.

### Estados Unidos
Nos Estados Unidos, a forma de Excelência foi comumente utilizada para George Washington durante seu serviço como comandante em chefe do Exército Continental e mais tarde quando presidente dos Estados Unidos, mas começou a cair de uso com seu sucessor John Adams, e hoje foi substituído no endereço direto com o Sr. Presidente simples ou O Honorável.
No entanto, em muitos países estrangeiros e no protocolo das Nações Unidas o presidente e o secretário de estado são geralmente referidos como sua Excelência. A correspondência diplomática do Presidente Abraham Lincoln durante a Guerra Civil Americana, como durante o Caso Trent, por exemplo, frequentemente referidos como Sua Excelência.
Em várias das antigas treze colônias, a forma de Excelência é usada para o governador. Estes incluem Connecticut, Geórgia, Massachusetts, Nova Hampshire, Nova Iorque, Carolina do Norte, Pensilvânia, Rhode Island, Carolina do Sul e Virgínia. Virgínia Ocidental também adotou o título de Sua Excelência de seu estado de origem (isto é, Virgínia). O termo é usado frequentemente na Geórgia, em papel timbrado do governador do Estado, o texto dos decretos, qualquer documento que exige a assinatura do governador, e em contextos formais. Excelência é usado frequentemente ao introduzir o Governador da Pensilvânia, o Governador da Virgínia e o Governador da Carolina do Norte, em eventos formais. O Governador de Michigan é tradicionalmente oferecidas o título de cortesia, embora ele tenha caído em desuso nos últimos anos.
Outros governadores destinam-se às vezes como Excelência em eventos públicos. Esta é uma prática tradicional que é não é de todo incorreta, mas é menos comum e é o produto de costume e cortesia, e não da legislação.
Embora os embaixadores são tradicionalmente concedidos o título em outro lugar, o governo dos EUA não usa Excelência para seu corpo diplomático, preferindo O Honorável.

### Suécia
Hoje apenas três pessoas na Suécia são tratadas como Excelência: o marechal do reino, o primeiro-ministro e o ministro dos negócios estrangeiros. Só o marechal do reino é abordado como Excelência com frequência. Na história, também o Lords of the Realm (em sueco: Rikets herrar) e Riksråd foram abordadas como Excelência. O título em sueco para essas pessoas são Hans/Hennes Excellens (Sua Excelência) e Ers Excellens (Vossa Excelência).